# Tillandsia walteri
Espèce
Classification phylogénétique
Tillandsia walteri Mez est une espèce de plantes à fleurs de la famille des Bromeliaceae.
Le terme walteri est une dédicace à un Mr Walter dont l'identité n'est pas précisée dans le protologue.

## Protologue et Type nomenclatural
Tillandsia walteri Mez, in Repert. Spec. Nov. Regni Veg. 3: 43 (1906)
Diagnose originale :
« Acaulis, foliis multis, densissime utriculatim rosulatis, cinereo-lepidotissimis; scapo manifesto; inflorescentia simplicissima, dense disticha, flabellata, bracteis inflatis utraque facie convexiuscula; rhachi floribus recipiendis bene excisa; bracteis amplissimis latissimisque sepala optime superantibus; floribus stricte erectis; sepalis subaequaliter liberis; petalis violaceis, quam stamina longioribus. »
Type : leg. Weberbauer, n° 4319, 1904-07-10 ; "Peruvia, dept. Amazonas, in itinere a Chachapoyas meridiem versus, in locis apertis alt. 2400-2500 m" ; Holotypus B (Herb. Berol.).

## Synonymie
(aucune)

## Écologie et habitat
- Biotype : plante herbacée en rosette, monocarpique, vivace par ses rejets latéraux ; terrestre[1],[2], saxicole[2] ou épiphyte[2].
- Habitat : ?
- Altitude : ?

## Distribution
- Amérique du sud :
  -  Bolivie[2]
  -  Équateur
    - Sud de l'Équateur[2]

  -  Pérou
    - Amazonas[1]
    - Nord du Pérou[2]
    - Centre et sud du Pérou[3],[2]

## Comportement en culture
Culture aisée.

## Taxons infraspécifiques

### Tillandsia walterivar.walteri
(autonyme)
Distribution : du sud de l'Équateur au nord du Pérou.

### Tillandsia walterivar.herrerae(Harms) Rauh
Tillandsia walteri var. herrerae (Harms) Rauh, in Abh. Akad. Wiss. Lit. Mainz, Math.-Naturwiss. Klasse, Trop. Subtrop. Pflanzenwelt 21: 41 (1977)
Synonymie :
- basionyme Tillandsia herrerae Harms

Distribution : du centre et sud du Pérou à la Bolivie.